# Mondadori (cognome)
Mondadori è un cognome di lingua italiana.

## Varianti
Il cognome non presenta varianti.

## Origine e diffusione
Cognome tipicamente settentrionale, è presente prevalentemente in Veneto, Emilia e Lombardia.
Potrebbe derivare da un antico mestiere medioevale, dal lombardo-veneto mondador, "persona che pulisce". Potrebbe essere affine ai cognomi Mondaini e Folliero.

## Persone
- Alberto Mondadori (1914-1976) – editore italiano, figlio di Arnoldo
- Arnoldo Mondadori (1889-1971) – editore italiano
- Cristina Mondadori (1934-2015) – editrice, cardiologa e psichiatra italiana
- Giorgio Mondadori (1917-2009) – editore italiano, figlio di Arnoldo
- Leonardo Mondadori (1946-2002) – editore italiano, nipote di Arnoldo
- Mimma Mondadori (1924-1991) – editrice e mercante d'arte italiana, figlia di Arnoldo